# 楊朝棟 (播州)
楊朝棟（？—1601年1月29日），末代播州土司楊應龍長子，活躍於明朝中葉。
萬曆十六年（1588年），石砫土司馬斗斛遭到陷害，被罷官發配遼東口外效力，其子馬千乘也因無力繳納贖罪銀而遭到罷官。新任石砫土司馬千駟年幼，由母親覃氏代行職權。覃氏向楊應龍求救，楊應龍借給她十萬兩，使其得以繳納完畢。楊應龍以協助統治為由，派楊朝棟駐軍於石砫，使之成為凌駕於馬千駟之上的實際統治者。石砫馬氏家族希望覃氏驅逐楊朝棟，但覃氏沒有理會。
萬曆二十一年（1593年），南京兵部侍郎邢玠總督貴州，敦促楊應龍投降，要求他到綦江接受勘問。楊應龍托疾閉門不出，派楊朝棟出見。這被明廷認為是楊應龍畏死之意。
萬曆二十三年（1595年）七月，馬斗斛的堂弟馬斗霖發動兵變，包圍覃氏與楊朝棟駐地，迫使覃氏將楊朝棟驅逐回播州。
萬曆二十三年（1595年）十月明廷下令免楊應龍死罪、削職為民，令其繳納銀兩贖罪，以長子播州土舍楊朝棟署理宣慰使印信，次子楊可棟扣留在重慶府作人質，待其贖罪金繳納完之後再放回。楊朝棟雖署理印信，但播州實權依然掌握在楊應龍手中。
萬曆二十四年（1596年）閏八月，楊朝棟與父楊應龍各進大木二十根，以備大工之用。萬曆二十七年（1599年）八月，楊朝棟暗中遣人至兵部尚書田樂的家鄉任丘行賄，被田樂之子逮捕送往縣衙，之後送往京城審問。
萬曆二十八年（1600年），明朝派遣八路大軍、每路各三萬人，分兵進擊播州。楊朝棟、楊惟棟領兵出綦江，據險拒戰。明朝總兵劉綎大敗之，乘勝直進，連奪關寨。楊應龍父子遁回海龍囤據守，遭到明軍的圍攻。六月，明軍攻破海龍囤，楊應龍自縊身亡，楊朝棟與楊氏家屬及黨羽被俘，後押送北京。萬曆二十八年十二月二十六日（1601年1月29日），被獻俘太廟，隨後遭到誅殺。